# 峯岸みなみ卒業コンサート〜桜の咲かない春はない〜
- AKB48 > AKB48の出演一覧 > AKB48のコンサート一覧 > 峯岸みなみ卒業コンサート〜桜の咲かない春はない〜
- 峯岸みなみ > 峯岸みなみ卒業コンサート〜桜の咲かない春はない〜

峯岸みなみ卒業コンサート〜桜の咲かない春はない〜（みねぎしみなみそつぎょうコンサート さくらのさかないはるはない）は、2021年（令和3年）5月22日にぴあアリーナMM（神奈川県横浜市西区・みなとみらい）で行われた、AKB48のコンサート。

## 概要
AKB48に最後まで残った1期生・峯岸みなみ（以下、本文中では峯岸と略す）の卒業コンサートである。当コンサートはグループ結成15周年を記念した『17LIVE presents AKB48 15th Anniversary Live』（イチナナライブプレゼンツ・エーケービーフォーティーエイト フィフティーンスアニバーサリーライブ）の一環として、翌日（5月23日）開催の『AKB48チーム8 全国ツアー 〜47の素敵な街へ〜ファイナル“真っ青な空を見上げて”』及び『AKB48単独コンサート〜好きならば好きだと言おう〜』と共に企画された。
AKB48において、メンバーの名前を冠した卒業コンサートが開かれるのは、2017年10月31日にさいたまスーパーアリーナで開催された『渡辺麻友卒業コンサート〜みんなの夢が叶いますように〜』以来3年7か月ぶりで、令和改元後初となる。またAKB48メンバーの名を冠した卒業コンサートが横浜市内で開かれるのは、2016年3月27日の『祝 高橋みなみ卒業“148.5cmの見た夢”in 横浜スタジアム』以来5年2か月ぶり、1期生メンバーの名を冠した卒業コンサートは2017年2月22日に国立代々木競技場第一体育館で開催された『こじまつり〜小嶋陽菜感謝祭〜』以来4年3か月ぶりとなった。

## 開催までの経緯

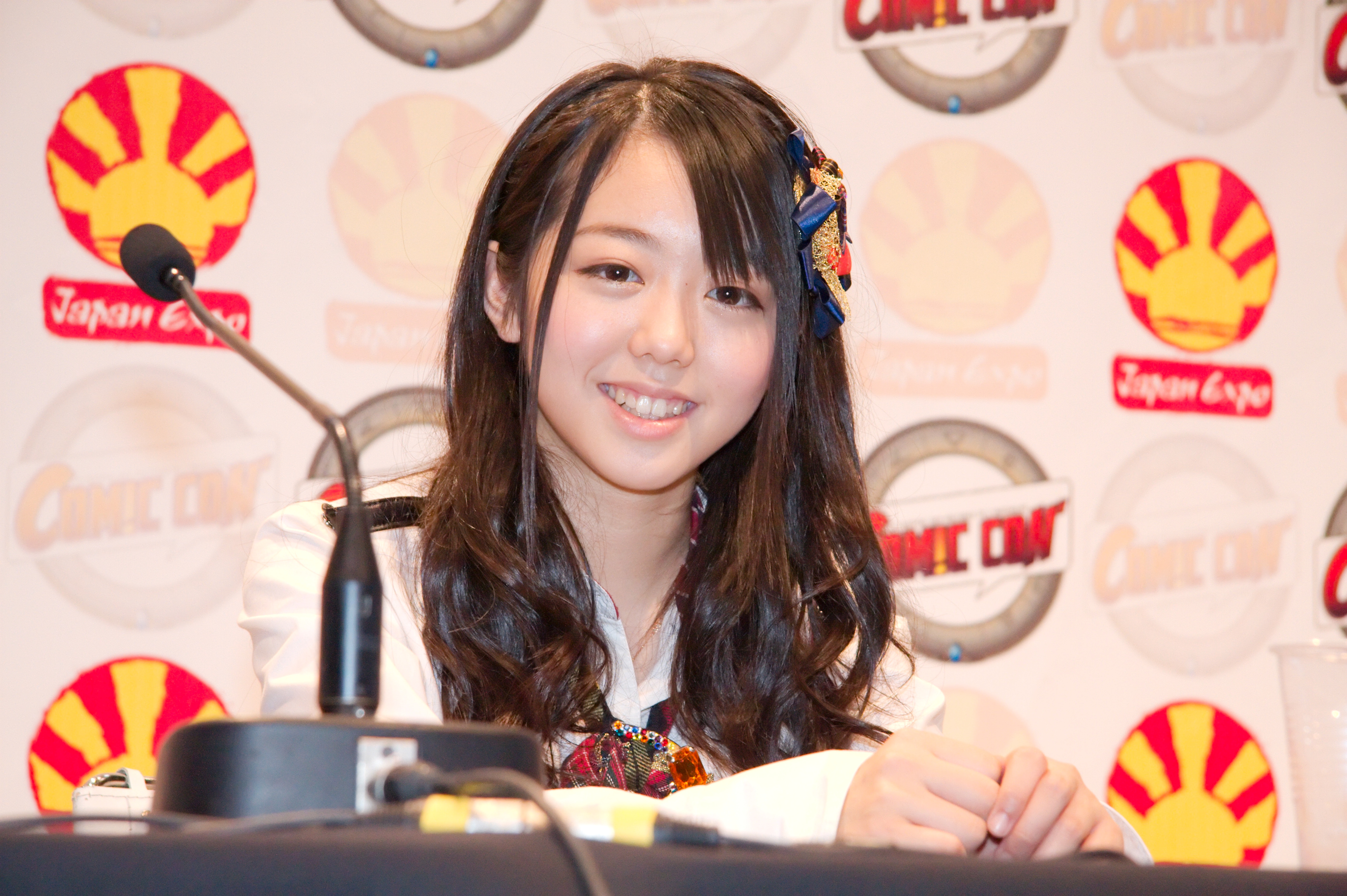
AKB48で活動していた頃の峯岸
（2009年7月4日、Japan Expo in Paris）

峯岸は2019年12月8日、AKB48劇場14周年記念公演においてグループからの卒業を発表。それに伴い、2020年4月2日に横浜アリーナで『峯岸みなみ卒業コンサート〜桜の花びらたち〜』を開催する予定とされていた。しかし、同年1月から中国・武漢に端を発した新型コロナウイルス感染症が世界的に流行。日本でもそれに伴う大型イベントの中止・規模縮小が相次いだことから、予定日の2週間前となる同年3月18日にコンサートの無期限延期が発表された。ちなみに当初の開催予定日は、峯岸が生まれた日（1992年11月15日）から通算10,000日目だったことが峯岸のツイートで明かされている。
延期発表後のAKB48は、『OUC48プロジェクト』や少人数のメンバーによる劇場公演、OGも参加したチャリティーソング『離れていても』制作等の活動をこなす一方、一部メンバーがコロナ感染したり、濃厚接触者になるという心配事もあった。こうした状況に関して、AKB48グループ3代目総監督の向井地美音は2020年12月8日の『AKB48劇場15周年記念配信』で、「AKB48は、“離れていても、会いに行けるアイドル”です。」と誓いを新たにしている。
峯岸は2020年9月1日より、朝日新聞社の女性向けコラムサイト「かがみよかがみ」内で、『峯岸みなみの「できれば明日も褒められたい」』と題したコラムを連載。更に同年10月1日から、TOKYO FM（関東ローカル）で『峯岸みなみのやっぱり今日も褒められたい』がスタート。自身初となるレギュラー放送の冠ラジオ番組となった。その同年12月28日付の『できれば…』で、峯岸は卒業コンサートのアイデアについてこう説明している。
そんな“峯岸の最後にして最大の目標”を実現させるべく調整が進められた結果、2021年3月29日に配信アプリ「17LIVE」で行われた生配信において、同年5月22日に卒業コンサートを開催することが発表された。コンサートのタイトルが『桜の花びらたち』から『桜の咲かない春はない』に変更された理由について峯岸は以下のように説明している。
なお、当初会場に使用される予定だった横浜アリーナでは、開催翌日の5月23日にロックバンド「マカロニえんぴつ」が、『マカロックツアーvol.11〜いま会いに行くをする篇〜』を開催していた。

### プロモーションと関連企画
コンサート開催月の5月に入ると、峯岸は公演宣伝も兼ねて4日放送の『伊集院光とらじおと』（TBSラジオ）、6日放送の『ダウンタウンDX』（ytv・日本テレビ系）にゲスト出演。また開催週の月曜日となる5月17日には、日刊スポーツ・スポーツ報知・東京スポーツの3紙に峯岸のインタビュー記事が掲載された。
村山彩希・岡田奈々・茂木忍・向井地美音による『ゆうなぁもぎおんチャンネル』では、開催前日の5月21日に「15年分の黒歴史は全部燃やして忘れましょう」と題した動画を公開。本来の卒コン開催1か月前の前年3月10日夜に撮影されたもので、ゆうなぁもぎおんと峯岸が辛い思い出を木板に書いて焚き火の中に燃やすという企画だった。
AKB48 Team TPは、ゆうなぁもぎおんと同じ5月21日に、メンバーを代表して陳詩雅（Team TPキャプテン／Daisyリーダー）、邱品涵（Bellflower）、林倢（Bellflower）、林于馨（Sakura）の4人が峯岸に感謝のメッセージを送る動画を公開した。
週刊プレイボーイで連載されている田辺洋一郎の漫画『SASHIKO + 48GROUP 4コマ劇場 よんぱち+』の2021年22号（5月17日発売）では、峯岸を題材にした4コマ「もうすぐお酒解禁!」「私の道」「どうなる!?セットリスト」が掲載され、卒コン開催を面白おかしくアピールした。

## 当日のステージ
ぴあアリーナMMに来場した観客は5,000人と限定されており、そうした状況下で行けなかったファンの為にも、17LIVEで無料生配信が実施された。また旭化成アドバンスとのタイアップにより、桜色のスティックバルーンを全観客に配布。曲の一部で「エモリスタイム」として応援メッセージ等を観客が打ち出す効果演出も行われ、小栗有以が「たくさんポチポチしてくださ〜い!」とアピールしていた。
公演内や3月の17LIVEで向井地が「AKB48の歴史に残る一日になる」と宣言したように、当日は峯岸と63名の現役メンバーに加え“レジェンドOG”が多数登場。先述する峯岸の意図通りの演出が実現し、会場や視聴者を沸かせた。また千葉恵里や大盛真歩がセンターで歌う楽曲も編成される等、若手メンバーをフィーチャーした演出も見られ、特に千葉は公演終了後のSNSフォロワー数が4,000人に急増したという。

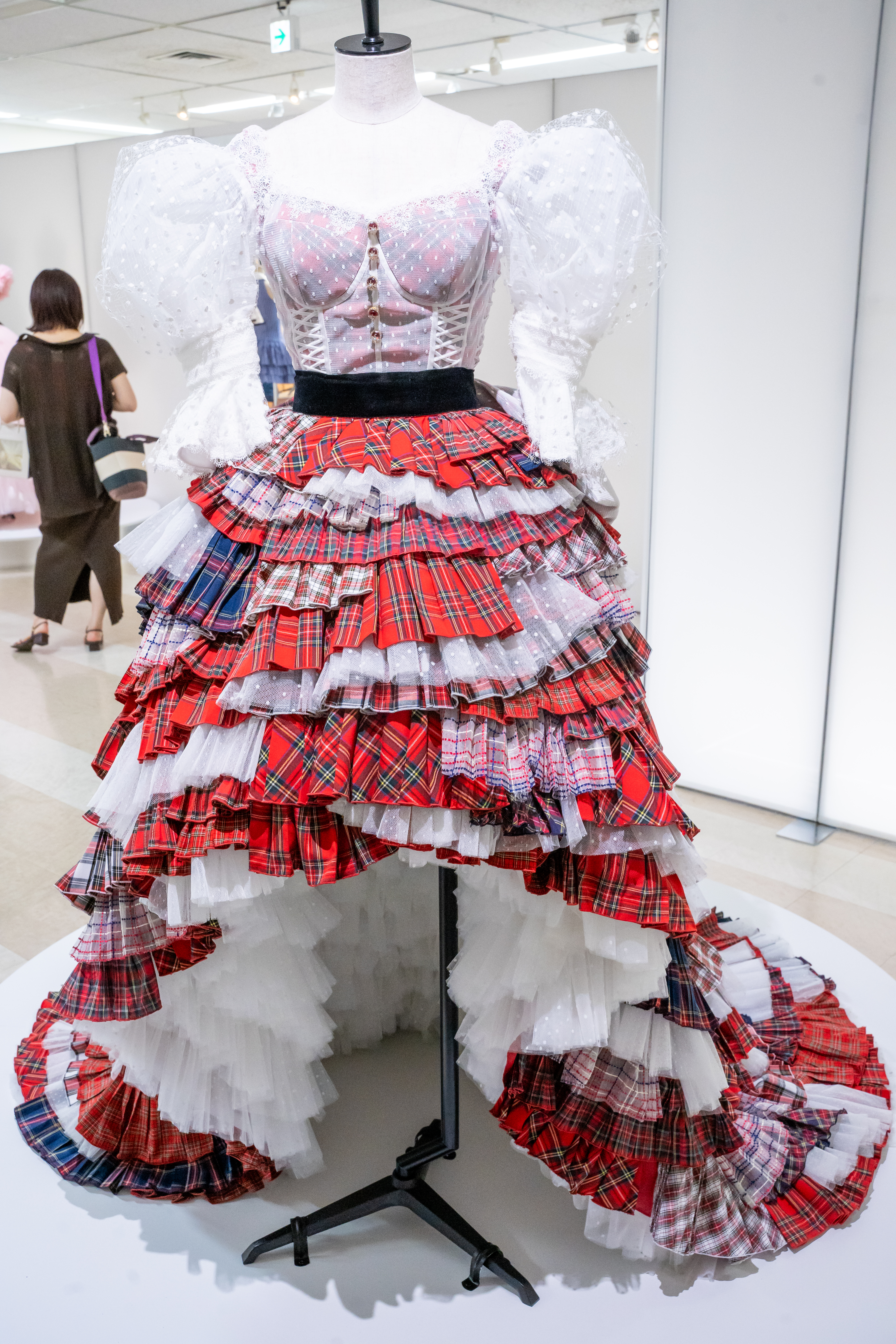
アンコールで峯岸が着用したドレス
（2023年8月5日・大丸東京店で行われたAKB48大衣装展にて）

アンコールでは結成から15年分の軌跡を編集した映像が流れた後、白と赤を基調とした豪華なドレス（制作：茅野しのぶ）に身を包んだ峯岸が、
といったスピーチを述べ、「桜の花びらたち」の歌唱後には初期のリーダー的存在だった折井あゆみが峯岸に感謝の言葉を述べた。
コンサート終了後には17LIVEでアフタートーク配信が行われ、事前に予告されていた峯岸・岡田・村山の他、指原莉乃、小嶋陽菜、小嶋真子、西野未姫も駆けつけ当コンサートの裏話を語り合った。その後同年5月28日、AKB48劇場で『AKB48峯岸みなみ卒業公演』が行われ、これをもって峯岸は5,651日在籍したAKB48を巣立った。
2021年6月19日のフジテレビ系列『芸能人が本気で考えた!ドッキリGP』では、当コンサートの全観客が帰った後にささやかなセレモニーが行われ、向井地から卒業証書を受け取った峯岸がステージ下に仕掛けられた落とし穴に落下し粉まみれになるというエピソードが放送された。
これほどの豪華なコンサートとして大きな反響を呼んだにもかかわらず、開催から2年以上経った2023年7月時点でDVD・Blu-ray Discとしてのリリースは報じられていない。卒業発表から当コンサート開催までの間にAKB48内の運営体制が変更されたことも関係しており、2022年3月8日に配信されたNetflix『トークサバイバー!』で峯岸は「将来こんな映像、子供にも見せたいなぁと思ったのに、売り上げが見込めないからDVDにならないんだって。」と裏事情を明かしている。なお、AKB48グループとレコチョクが共同運営する動画配信サイト「AKB48グループ映像倉庫」では配信されている。
また、翔泳社のWebメディア「MarkeZine」で行われた17LIVE株式会社とTwitter Japan株式会社の対談取材では、卒業コンサートのライブ配信および同コンサートを主軸にした、Twitterを活用しての大型プロモーション等によって、17LIVEにて過去最大級のDAU（Daily Active Users）を記録したことを明かしている。17LIVE株式会社のマーケティング・プランナーである宮崎紗矢香氏は「今回の取り組みによって17LIVEで大規模なコンサートの配信ができることを多くの方に知ってもらえた」と語っている。

## 出演者
| チーム | メンバー |
| ------ | --- |
| A      | 入山杏奈、加藤玲奈、佐藤美波、篠崎彩奈、鈴木くるみ、田口愛佳、千葉恵里、西川怜、 古川夏凪、本田そら、道枝咲、宮崎美穂、向井地美音、山根涼羽、横山由依 |
| K      | 市川愛美、岡田梨奈、小林蘭、込山榛香、下口ひなな、長友彩海、 永野恵、峯岸みなみ、武藤小麟、武藤十夢、茂木忍、安田叶、湯本亜美                         |
| B      | 岩立沙穂、大竹ひとみ、大盛真歩、大家志津香、柏木由紀、久保怜音、 齋藤陽菜、佐々木優佳里、田北香世子、谷口めぐ、中西智代梨、福岡聖菜、山邊歩夢         |
| 4      | 浅井七海、石綿星南、稲垣香織、大森美優、岡田奈々、蔵本美結、黒須遥香、 佐藤妃星、多田京加、本間麻衣、馬嘉伶、村山彩希、山内瑞葵、吉橋柚花             |
| 8      | 岡部麟、小栗有以、小田えりな、左伴彩佳、橋本陽菜、春本ゆき、倉野尾成美、山田杏華、横山結衣                                                            |

レジェンドOG（登場順）
| - 小嶋真子 - 西野未姫 - 相笠萌 - 岡田彩花 - 内山奈月 - 髙島祐利奈 | - 前田美月 - 梅田綾乃 - 橋本耀 - 小嶋陽菜 - 高橋みなみ - 秋元才加 | - 宮澤佐江 - 河西智美 - 北原里英 - 指原莉乃 - 篠田麻里子 - 板野友美 | - 大島優子 - 渡辺志穂 - 浦野一美 - 宇佐美友紀 - 大江翔萌美 - 成田梨紗 | - 駒谷仁美 - 戸島花 - 大島麻衣 - 平嶋夏海 - 加弥乃 - 折井あゆみ |

### 備考
- 当コンサート開催時点で在籍していたメンバーのうち、北澤早紀（チーム4）は5月13日から23日まで新宿FACEで上演された『AD×STAGE 舞台「Another lenz」』に出演していたため[32]、鈴木優香（チーム8）は文春オンライン[注 13]で交際疑惑が報じられたことにより活動を自粛していたため[34][注 14]、それぞれ当日と翌日のぴあアリーナMM公演には出演しなかった。
- 当時IZ*ONE専任での活動を終えたばかりだった本田仁美（チーム8/チームB兼任）はこの日のコンサートに出演していない（翌日のチーム8単独コンサートからAKB48のメンバーに復帰[38]）。
- 橋本耀はこの年の5月13日から23日までシアター1010で行われる『舞台 逆転裁判〜逆転のパラレルワールド〜』に出演する予定だったが、緊急事態宣言及びまん延防止等重点措置により上演が無期延期となったため[TW 6]、当日の出演が可能となった[TW 7]。
- また、メディア記事では1期生の川崎希も出演していたとの記述があるが[16][21]、当日のステージに川崎が出演した形跡はなく、配信中のテロップ表示もされなかった。

## セットリスト
1. Overture
峯岸が15年間の思い出を語るインタビュー映像の後、突然ゲーム機のコントローラーを手にすると、「みねぎしみなみ ソツコン はじまるよ!」といったテロップが現れ、「AKB48」のグループ名が表示されて峯岸が歩き、走り、転げ落ち、這い上がり、ロケットに乗って飛び立つRPG風のCGアニメーションが流れ、公演のタイトルロゴが表示される。
2. 私は私〜清純フィロソフィー
冒頭、峯岸が「私は私」のサビ部分を1フレーズ歌った後「清純フィロソフィー」を歌いだし、「AKBが大好きだァー! チーム4のみんな、ありがとうー!」の絶叫と共に峯岸チーム4結成当時（2013年8月）のメンバーが集合する[16]。衣装は第62回日本レコード大賞[注 15]で「離れていても」を歌唱した時に着用したものをアレンジしている[19]。
3. LOVE修行
バックに白い衣装の現役若手メンバーを多数従えて先述の峯岸チーム4が歌う。アウトロではチーム4メンバーと峯岸がハイタッチした後「峯岸チーム4のみんな、本当に本当にありがとうー!」と感謝の言葉を述べた。
4. 重力シンパシー
ここから残りの現役メンバーが登場。イントロで向井地美音が「AKB48の歴史に残る一日、みんな、思いっきり楽しむぞー!」と叫ぶ。
5. 法定速度と優越感（エモリスタイム対応曲）
曲終了後には「みなさんこんばんは。AKB48です!」の挨拶とMC。MCでは先述のチーム4集合時のエピソードに加え、岡田奈々らが北澤の欠席を伝えた。
6. 渚のCHERRY
さざ波のSEと共に水色の衣装を着た峯岸・大家志津香・宮崎美穂が現れて歌いだすと、背後から黄色い衣装の千葉恵里がセンターで登場し歌う。ちなみに公演当時、千葉は歌詞の内容と同じ17歳（SEVENTEEN）であった[18]。
7. 逆転王子様（峯岸・小栗有以・山内瑞葵）
間奏で峯岸が「私達の王子様、手をあげてー!」と叫ぶ。
8. また あなたのことを考えてた（峯岸&柏木由紀）
9. 涙の表面張力（峯岸・村山彩希・岡田奈々・向井地美音）
10. 制服が邪魔をする
大盛真歩がセンターで歌唱する。
11. Beginner
峯岸がステージ中央に置かれていた眼鏡をかけると、横山結衣・小林蘭・安田叶・湯本亜美・市川愛美の5人が激しいダンスパフォーマンスを75秒ほど披露し、峯岸の「In your position set!」の掛け声と共にBeginnerを歌い踊る。
12. 伝説の魚
峯岸が人魚姫をイメージした水色のドレスで歌う[19]。
13. 純愛のクレッシェンド（ノースリーブス）
伝説の魚終了後、スタッフと打ち合わせする峯岸の映像が流れる。「○○（この部分は猫の鳴き声のSE）は“オンラインメディアクリエイター”で…、××（この部分は「よぉ〜ポン!」のSE）はいじめをノックアウトしたり…」「2人ともコンサート出てくれないかなぁ…」などと悩むシーンの後、「純愛…」のイントロと共に峯岸、小嶋陽菜、高橋みなみが登場し歌う[16]。衣装は2018年のノースリーブス結成10周年記念コンサート[注 16]で着用したドレスをアレンジしている。
「純愛…」を作曲した宮島律子は峯岸について「透明感に溢れ、これまで以上に本当に美しく、キュートで最高に輝いていた」と評している[40]。
14. 唇 触れず…（ノースリーブス）
間奏で高橋が「みなさん、みぃちゃんの卒業コンサート楽しんでますかー!」と叫ぶと、小嶋が「ノースリーブスは解散しないので、応援よろしくねー!」とアピール。この曲でマイクスタンドに小嶋が手掛けるファッションブランド『Her lip to』の日焼け止めと、同年6月3日発売の高橋のレシピ本『たかみなの毎日食べたくなる そこそこごはん』（光文社）が貼りついていたのを見て峯岸が「かっこいい曲のスタンドマイクに異物が…」と嘆く。そこで2人が宣伝した後、峯岸が同年7月期に放送される自身のドキュメンタリー番組『フードトラッカー峯岸みなみ』（WOWOW）を宣伝していた[16]。
15. Relax!（ノースリーブス）
歌唱後には小嶋と高橋によるMCが行われ、そこで卒業発表時から公約していた峯岸の禁酒生活[41]などを自慢していた。
16. 転がる石になれ（秋元才加・宮澤佐江&込山チームK）
“ツインタワー”と呼ばれた秋元才加と宮澤佐江が登場。「チームK魂を引き継いでくれてありがとう!」と感謝を述べながら、峯岸が現役最後に配属した込山チームKと一緒に歌い踊る[16][25]。
17. Choose me!（入山杏奈・加藤玲奈・横山由依・河西智美・北原里英・指原莉乃・峯岸）
開催1週間前の5月15日に河西が俳優の小山圭太との入籍を発表[42]。そのため峯岸が河西に「ともーみも結婚おめでとう!」と祝福した[16]。なお、公演4か月後の9月29日[注 17]に北原は俳優の笠原秀幸と結婚している[43]。
加藤は2022年2月14日[44]、入山は同年3月16日[45]にAKB48劇場で卒業公演を行いAKBメンバーとしての活動を終えたが、当コンサートと同じぴあアリーナMMで同年4月3日に開催された『AKB48 LIVE SHOW〜AKBINGO! THE FINAL サヨナラ毛利さん〜』では、宮崎美穂と共に卒業セレモニーを行っていた[46][47]。
18. SONE寸劇〜「secret base〜君がくれたもの〜」
『SONE』（ソーン）は、2010年10月10日に葛西臨海公園で行われたイベント『AKB48 東京秋祭り』の企画「ぐだぐだカラオケ大会」において峯岸・北原・宮崎・指原が即興で作った“ZONEのコピーバンド”[48]。寸劇では峯岸・北原・指原が再会を喜んだ後、アメリカンファッションに身を包んだ宮崎がおもちゃのベビーカーを持って登場。子供の人形に「マサコ・プリティー3世」と名付けていた。そして指原が「17LIVEで世界中に届けようよ」とアピールして「Secret Base」を歌唱。その後「SONEやめないでー! SONE! SONE…!」の掛け声がSEで流れると、峯岸は「皆さんが私たちのことを忘れない限り、SONEの夏休みは終わりません!」と叫び寸劇は終了した。
寸劇後のMC[注 13]が終わると、突然「チラチラチラチラ…」と言ってビデオメッセージを寄せたのは前田敦子。前田は同月24日から7月11日まで東京芸術劇場で上演された『NODA・MAP第24回公演「フェイクスピア」』[49]に出演しており、そのリハーサルの都合で（ぴあアリーナのステージに）飛び入り出来なかったことを残念がっていた[16]。BGMは「桜の栞」のインストゥルメンタルヴァージョンが使われている。
19. RIVER
高橋みなみの「AKB〜48!」の雄叫びから始まる自身初のオリコン1位獲得楽曲。当コンサートでは高橋と岡田奈々のWセンターで、既存の立ち位置も変えて歌い踊ったという[25]。
20. 大声ダイヤモンド
再び小嶋陽菜が登場し「もう疲れちゃったよ。2回目で。」と愚痴りながら歌唱した[16]。
21. 上からマリコ
2011年の選抜じゃんけん大会[注 18]で優勝した篠田麻里子センターによる楽曲。篠田は本来の開催予定日前だった2020年4月1日に第一子を出産しており、今回の延期によってサプライズ出演出来たとのこと[25]。
22. ポニーテールとシュシュ
この年の1月5日、プロ野球・東京ヤクルトスワローズの高橋奎二投手との入籍を発表した板野友美が「来ちゃった〜!」と言って登場。当初の予定では先述の「Beginner」に参加するはずだったが[50]、開催前の5月10日にテレビ番組[注 19]で妊娠を発表したため[51]、「今日は踊れないけどポニーテールにしました」と（曲変更を）アピールして峯岸や現役メンバーと共に歌い上げた。なお、板野は当コンサート開催5か月後の10月10日に第一子の出産を発表している[52]。
この曲の歌唱に参加した古川夏凪は板野のファンで、「一緒に歌うことが出来て夢みたいでした」と述べている[TW 8]。
23. ヘビーローテーション
まず向井地美音センターにより歌いだした後、突然背後の幕が上がり、大島優子が登場する[25]。
| 「 | 久しぶり元気～!? おめでとうとありがとうをみぃちゃんに伝えたかー!? ここにいる人、見ている人全員で、もっとみぃちゃんに伝えよう! 盛り上がれ、いくぜ! 1・2・3・4〜! | 」 |
と大島が叫ぶと、残りの若手メンバーも登場して大合唱。大島と向井地、小栗との顔合わせも実現した豪華なパフォーマンスとなった。
歌唱後大島が「LOVE修行見てくれた?」と言って退場し、その後に問題の「LOVE修行」歌唱時のVTRが流れ、大島が白い衣装で若手メンバー達に紛れ込んでいたことが判明する[16]。
24. 希望的リフレイン
ここから現役メンバーのみによる歌唱。イントロで山内が「この曲は峯岸さんに“好きすぎる”気持ちを込めて歌います」とアピール。
25. 真夏のSounds good !（エモリスタイム対応曲）
26. Everyday、カチューシャ（エモリスタイム対応曲）
イントロで柏木が峯岸を気遣い、峯岸が一回深呼吸した後「まだまだ行くぞー!」と絶叫。
27. 言い訳Maybe
28. 夕陽を見ているか?
イントロで峯岸が「AKB48に入って、辛いことも悲しいこともたくさんありました。卒業したらそれらのことを一人で抱え込まなきゃいけないけど、そんな時は、今日のこの景色を一生思い出します。」と宣言。歌唱後峯岸は「楽しかったですか〜?」と言ってメンバーと共に一旦退場。白と赤のドレスに着替える準備をする。

アンコール
1. 私は私
先述の峯岸によるスピーチの後に歌唱。
2. また会える日まで
峯岸の卒業記念ソング。1番から峯岸のみで歌うが、2番のサビからは現役メンバーも涙ながらに歌う。
3. 桜の花びらたち
イントロの鐘の音が鳴って峯岸が背後を振り返ると、1期生15名が現れステージ中央に集まって1番を歌う。2番では当日出演した2期生以降のOG達[注 20]も再登場。更に大サビからは現役メンバーも集まり、桜吹雪の舞う中完唱する。
4. 10年桜
OG退場後、当日出演した現役メンバーと抱き合いながら大合唱。歌唱後は峯岸が白と赤のドレスを上手から下手まで見せびらかし、「アイドル峯岸みなみとはここでお別れですが、引き続きAKB48と峯岸みなみをよろしくお願いします!」と言ってステージの階段を上り、「もう死ぬほど幸せです。アイドルになれて良かったー!」と叫ぶ。現役メンバー退場後、「今日の日のことをずっと忘れません。みんなも忘れないでください。約束ね、バイバーイ!」と峯岸が叫んで卒業コンサートは終了した。
日刊スポーツの大友陽平は「峯岸みなみの卒業コンサートは、本人が望んでいた通りの"起爆剤“となって、未来永劫語り継がれるだろう」と評している[TW 9]。